# 大石碑胡同
39°56′24″N 116°23′40″E / 39.9399698°N 116.3945212°E

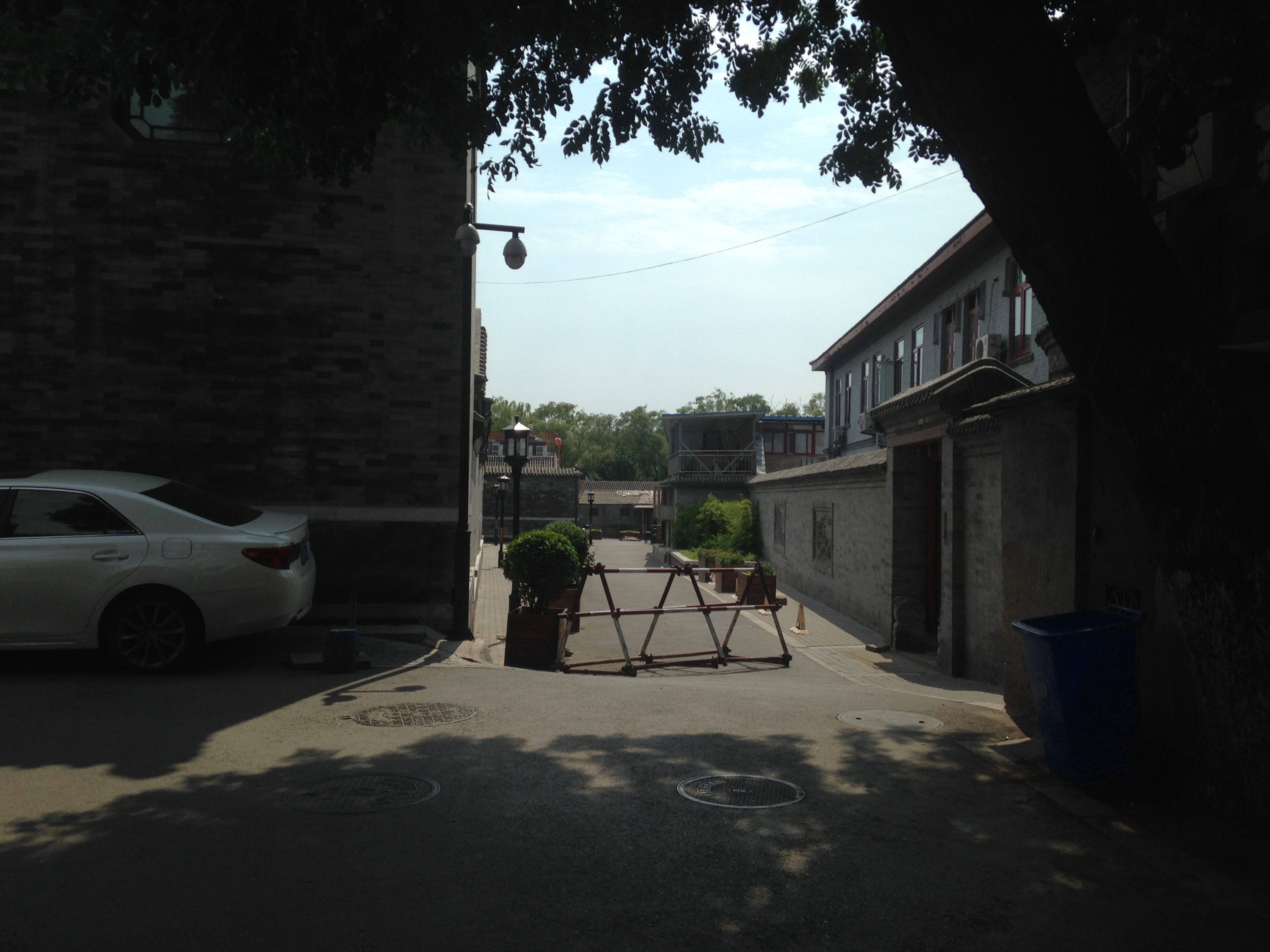
从大石碑胡同中间拐弯处向南望

大石碑胡同是位于中国北京市西城区东北部的一条胡同。

## 简介
大石碑胡同北起鼓楼西大街，南到烟袋斜街。清朝乾隆年间，与今小石碑胡同总称“石碑胡同”。清朝宣统年间析为两支，北部的一支由于既宽且长，遂称“大石碑胡同”，南部的支巷称“小石碑胡同”。